# Xavier Turull i Creixell
Xavier Turull i Creixell (* 4. März 1922 in Barcelona; † 22. Januar 2000 ebendort) war ein katalanischer Violinist, Komponist und Musikpädagoge.

## Leben und Werk
Xavier Turull studierte an der Acadèmia de Música de Barcelona. Als Schüler von Joan Massià, Yehudi Menuhin, Antoni Brosa und Pau Casals kombinierte er Komposition mit dem Wirken als Interpret und Pädagoge.
1947 wanderte er nach Südamerika aus und ließ sich in Kolumbien nieder. Er wirkte von 1947 bis 1950 als Professor für Violine und Kammermusik an der Universität von Cauca. 1950 siedelte er nach Argentinien um und ließ sich in Buenos Aires nieder. Er wirkte wieder als Professor für Violine und als Konzertviolinist. 1955 kehrte er nach Barcelona zurück. Ab 1966 wirkte er als Professor für Violine am Conservatori Municipal de Barcelona. Von 1972 bis 1982 leitete er dieses Konservatorium als Direktor.
Von seinen musikalischen Werken müssen Trama 12 x 12 (1977, „Raster 12 x 12“) für Solovioline und Rera del Mur für Sopran und Streichquartett (1983, „Hinter der Mauer“) genannt werden. Letzteres Werk brachte ihm 1983 den Eduard-Toldrà-Preis der Katalanischen Regierung ein. Eines seiner beliebtesten Stücke ist L’amor incert (1982, „Unsichere Liebe“), das auf Texten der katalanischen Poetin Rosa Leveroni basiert. Weitere wichtige Werke sind Wiersz (1993, „Gedicht“), ein konzertantes Gedicht für Violine und Streichorchester, und das Konzert für Gitarre und Orchester Ronda (1995, Ronda, Stadt in Andalusien).
Als Violinist wurde er für seine Aufführungen klassischer Stücke von Johann Sebastian Bach bis Johannes Brahms sowie für seine Aufführungen modernen Repertoires von Francis Poulenc, Enrique Granados und Joaquim Homs hoch geschätzt.